# Lasioglossum macrurops
Lasioglossum macrurops är en biart som först beskrevs av Cockerell 1937.  Lasioglossum macrurops ingår i släktet smalbin, och familjen vägbin. Inga underarter finns listade i Catalogue of Life.